# Purple and Brown
Purple and Brown (Пурпурный и Коричневый) — британский короткометражный пластилиновый мультсериал, созданный Ричем Уэббером в 2006 году.

## Сюжет
Сюжет о двух кусках пластилина — Пурпурном и Коричневом, которые всегда попадают в смешные ситуации. Они не говорят, они объясняются звуками и смехом.

## Серии

### 1 сезон
1. Снеговик
2. Спагетти
3. Чайка
4. Рождество
5. Ирландская джига
6. Магический шар
7. Сон
8. Воздушный шар
9. Молот
10. Пришелец
11. Рыгание и пукание
12. Большие зелёные вещи